# 格雷·莫里斯
格雷·莫里斯（英語：Grae Morris，2003年10月16日—），生于悉尼，澳大利亚男子帆船运动员，主攻风浪板，2023年悉尼帆船赛男子iQFoil金牌得主、2024年夏季奥林匹克运动会男子iQFoil银牌得主。